# Янду
Янду́ (рос. Янду, чув. Янту) — присілок (в минулому виселок) у складі Чебоксарського району Чувашії, Росія. Входить до складу Сіньял-Покровського сільського поселення.
Населення — 28 осіб (2010; 26 у 2002).
Національний склад:
- чуваші — 96 %

Стара назва — Яндау.